# The Dogchild
The Dogchild ist eine unveröffentlichte Kurzgeschichte des britischen Schriftstellers Roald Dahl (1916–1990), die 1948 entstanden ist. Es handelt sich um eine düstere Parabel über menschliche Grausamkeit. Die Handlung spielt im Zweiten Weltkrieg. Roald Dahl beschreibt in für ihn unverkennbarer Weise sehr detailliert eine rachsüchtige deutsche Familie, die einen verlassenen russischen Waisenjungen aufzieht. Die Familie behandelt den Jungen in menschenverachtender Weise so, als ob er ein Hund wäre. Der Junge wächst zusammen mit dem Hund im Hundezwinger auf. Nur der Hund und der Junge strahlen Wärme, Herzlichkeit und Würde aus.
Donald Sturrock (* 1961) hält Dahls noch unveröffentlichte Kurzgeschichte The Dogchild für die beste von Dahls Geschichten, in denen die Grausamkeit eine wesentliche Rolle spielt.